# Saut en longueur féminin aux championnats du monde d'athlétisme 2003
Navigation
Edmonton 2001 Helsinki 2005
L'épreuve du saut en longueur féminin des championnats du monde d'athlétisme 2003 s'est déroulée les 28 et 30 août 2003 au Stade de France à Saint-Denis, en France. Elle est remportée par la Française Eunice Barber.

## Résultats

### Finale
| Rang               | Athlète             | Pays        | Essais | Essais | Essais | Essais | Essais | Essais | Marque | Notes |
| Rang               | Athlète             | Pays        | 1      | 2      | 3      | 4      | 5      | 6      | Marque | Notes |
| ------------------ | ------------------- | ----------- | ------ | ------ | ------ | ------ | ------ | ------ | ------ | ----- |
| Médaille d'or      | Eunice Barber       | France      | 6.52   | 6.74   | X      | 6.48   | X      | 6.99   | 6.99 m | SB    |
| Médaille d'argent  | Tatyana Kotova      | Russie      | X      | 6.74   | X      | 6.56   | 6.72   | 6.63   | 6.74 m |       |
| Médaille de bronze | Anju Bobby George   | Inde        | 6.61   | X      | X      | 6.56   | 6.70   | 6.62   | 6.70 m | SB    |
| 4                  | Jade Johnson        | Royaume-Uni | 6.50   | X      | 6.63   | 6.42   | X      | 6.53   | 6.63 m |       |
| 5                  | Olga Rublyova       | Russie      | 6.51   | 6.54   | 6.58   | X      | 4.75   | X      | 6.58 m |       |
| 6                  | Tünde Vaszi         | Hongrie     | 6.47   | 6.41   | 6.49   | X      | 6.53   | 6.52   | 6.53 m |       |
| 7                  | Bronwyn Thompson    | Australie   | 6.48   | 6.44   | 6.39   | 6.39   | 6.38   | 6.31   | 6.48 m |       |
| 8                  | Grace Upshaw        | États-Unis  | X      | 6.37   | 6.47   | 6.40   | X      | 6.24   | 6.47 m |       |
| 9                  | Fiona May           | Italie      | 6.41   | 6.46   | 6.42   |        |        |        | 6.46 m |       |
| 10                 | Lyudmila Galkina    | Russie      | 6.40   | X      | 6.45   |        |        |        | 6.45 m |       |
| 11                 | Valentīna Gotovska  | Lettonie    | X      | 6.43   | 6.21   |        |        |        | 6.43 m |       |
| 12                 | Concepción Montaner | Espagne     | 6.37   | 6.22   | 6.30   |        |        |        | 6.37 m |       |

## Légende
Records et Performances
- AR : Record continental (area record)
- CR : Record des championnats (championship record)
- MR : Record du meeting (meet record)
- NR : Record national (national record)
- OR : Record olympique (olympic record)
- PR : Record paralympique (paralympic record)
- PB : Record personnel (personal best)
- SB : Meilleure performance personnelle de la saison (season's best)
- WL : Meilleure performance mondiale de l'année (world leader)
- WJR : Record du monde junior (world junior record)
- WR : Record du monde (world record)

Circonstances et Conditions
- DNF : N'a pas terminé (did not finish)
- DNS : N'a pas pris le départ (did not start)
- DQ : Disqualification (disqualification)
- NM : Aucun essai valable enregistré (No Mark)
- Q : Qualifié « directement » au prochain tour (ou à la prochaine compétition), lors d'une compétition majeure, grâce au classement ou à la réalisation des minima (automatic qualifier)
- q : Qualifié au prochain tour (ou à la prochaine compétition), lors d'une compétition majeure, grâce au repêchage ou à la réalisation de l'une des meilleures performances parmi celles des « non qualifiés directement » (grâce au meilleur temps ou à la meilleure distance par exemple) (secondary qualifier)